# Samina
La Samina aussi connue sous le nom de Saminabach est un torrent dont la source se situe au Liechtenstein et qui a creusé la vallée de même nom. C'est un sous-affluent du Rhin par l'Ill.

## Géographie
Il mesure approximativement 17 km (12 au Liechtenstein, 5 en Autriche) ce qui en fait le second cours d'eau en longueur de la principauté alpine. Il se jette dans l'Ill en Autriche au niveau de Frastanz dans le land de Vorarlberg.
Ce cours d'eau est intensivement utilisé pour la production d'électricité c'est aussi une source d'eau potable pour la population du Liechtenstein. La rivière est réputée auprès des rafteurs.
- (en) Cet article est partiellement ou en totalité issu de l’article de Wikipédia en anglais intitulé « Samina (river) » (voir la liste des auteurs).